# Saint-Geniès
Saint-Geniès é uma comuna francesa na região administrativa da Nova Aquitânia, no departamento Dordonha. Estende-se por uma área de 33,41 km². Em 2010 a comuna tinha 952 habitantes (densidade: 28,5 hab./km²).